# Raltitrexed
Raltitrexedul este un agent chimioterapic utilizat în tratamentul unor cancere, precum mezoteliomul și cancerul de colon și rectal metastazat. Calea de administrare disponibilă este cea intravenoasă (perfuzabilă).

## Mecanism de acțiune
Raltirexed este un antimetabolit al acidului folic și inhibă 3 enzime implicate în sinteza purinelor și pirimidinelor, necesare pentru sinteza ADN-ului și a ARN-ului din celulele canceroase: timidilat-sintetaza (TS), dihidrofolat-reductaza (DHFR) și glicinamid-ribonucleotid-formiltransferaza (GARFT).